# Латвийский музей фотографии
Латвийский музей фотографии (латыш. Latvijas Fotogrāfijas muzejs) — государственное учреждение, созданное в Риге (Латвия) с целью хранения и демонстрации работ латвийских фотографов.

## История
Первый в городе музей, посвящённый фотографии. Открыт как филиал Музея истории Риги и мореходства в 1993 году. Находится в историческом здании богатого рижского купца (XVI век).
В постоянной экспозиции музея показаны рост и развитие искусства фотографии в Латвии с 1839 по 1941 год, в ней представлены дагерротипы, амбротипы, серебряно-желатиновые снимки и фотооборудование.
Камера «MINOX» и аксессуары к ней представляют технологию фотографирования 1930-х годов.
Коллекция музея содержит фотографии от работ мастеров XIX столетия (таких как daguerrotypes) до работ современных авторов; а также фотографическое оборудование, архивные документы. В специализированной библиотеке хранятся книги и журналы по этой тематике.
Музей регулярно проводит выставки современных мастеров фотографии.
Также в музее проводятся семинары и конференции по фотографии.

## Адрес
- Рига, ул. Марсталю, 8 (Mārstaļu iela 8). Вход с улицы Алксная (ieeja no Alksnāja ielas).